# Hôtel de Coriolis de Rousset
L'hôtel de Coriolis de Rousset ou hôtel Garnier, ou hôtel d'Agay, est un hôtel particulier, situé au n° 15 de la rue Cardinale, à Aix-en-Provence.

## Historique
L'hôtel fut originellement a été construit en 1667 pour Michel Garnier, sur deux places à bâtir qui ont été achetées le 27 septembre 1666 et le 14 février 1667. L'hôtel est mentionné en dans des documents de 1671 et 1672 concernant le tracé de la rue Cardinale. L'hôtel a appartenu un temps à la famille de Coriolis de Rousset.
Au XIXe siècle l'immeuble fut racheté par les Giraud d'Agay, puis c'est la famille Aubert qui reprit les lieux dans la deuxième moitié du siècle.
C'est aujourd'hui une propriété privée divisée en bureaux et appartements particuliers.

## Style et architecture
Particularité de l'hôtel, l'encadrement supérieur de la porte d'entrée principale comporte des pierres blanches en attente d'être sculptées. Sa façade est sobre, d'époque. On y observe de belles encoules à bossage horizontaux et une niche d'angle.